# Magnesi salicylat

Magnesium salicylate là thuốc giảm đau và chống viêm thông dụng, được sử dụng để điều trị các chứng đau cơ vừa và nhẹ. Nó còn được dùng để điều trị đau đầu, đau lưng nói chung, và đau khớp kiểu viêm. Nó là một thuốc giảm đau bán không cần đơn (OTC).

## Biệt dược
- Doan's, Original (OTC)
- Extra Strength Doan's (OTC)
- Momentum (OTC)
- Arthriten (OTC)
- Keygesic-10 (Rx)
- Mobidin (Rx)
- Novasal (Rx)